# Helmuth Vavra
Helmuth Vavra (* 26. September 1966 in Wien; † 30. Oktober 2022) war ein österreichischer Kabarettist und Autor von Kabarettprogrammen.

## Leben
Vavra besuchte das Wiener Realgymnasium Marianum. 1985 maturierte er und begann danach ein Jusstudium in Wien, das er kurz vor Beendigung unterbrach, um sich ganz dem Kabarett zu widmen. Er nahm Schauspielunterricht bei Michael A. Mohapps Schauspielworkshop am Wiener Graumanntheater.
Zu Beginn seiner Karriere war er einige Jahre als Autor für das Kabarett Simpl tätig und anschließend für das Wiener Metropol, wobei die Erfolgsstücke Pflanz der Vampire und Die Drei von der Tankstelle entstanden. Beide Stücke wurden auch vom ORF aufgezeichnet und später österreichweit ausgestrahlt.
1992 gründete er die Kabarettgruppe Heilbutt & Rosen mit, wo er sowohl als Autor und Produzent als auch als Darsteller in Erscheinung trat.
2010 stellte Vavra sein erstes Soloprogramm Vavras Bettgeschichten vor. Teile dieses Programmes fanden sich auch im Best-Of-Programm Erntedankfest wieder, womit Heilbutt & Rosen auch ihren 20. Geburtstag feierten. 2012 schrieb und produzierte Vavra das Kabarettprogramm Flotter 4er. 2013 war er im Rahmen der Hyundai Kabarett-Tage im ORF zu sehen. Im September 2016 feierte sein zweites Soloprogramm Che GueVavra im CasaNova Vienna Premiere.
Helmuth Vavra war seit 2000 verheiratet und lebte in Wien. Im Oktober 2022 starb er nach schwerer Krankheit im Alter von 56 Jahren. Er war Mitglied der katholischen Studentenverbindungen KaV Norica Wien (ab 1986) und KAV Capitolina Rom (ab 1995).